# 安哥拉口孵非鯽
安哥拉口孵非鯽（学名：Oreochromis angolensis），為輻鰭魚綱鱸形目隆頭魚亞目慈鯛科的其中一種，其种加词“angolensis”意为“安哥拉的”。分布於非洲班戈河及Quanza河下游流域，體長可達20.4公分，棲息在中底層水域，生活習性不明。